# 维塔利·若洛博夫
维塔利·米哈伊洛维奇·若洛博夫（俄语：Виталий Михайлович Жолобов，1937年6月18日—）是苏联已退役宇航员，飞航工程师，曾执行联盟21号载人航天任务。

## 生平
1937年6月18日生于乌克兰苏维埃加盟国的赫尔松地区。1959年毕业于阿塞拜疆石油和化学研究所（现阿塞拜疆国立石油工业大学）。曾在第3师某军事单位担任工程师。1962年体检合格，1963年入选测试宇航员队伍。1966年加入苏联共产党。1976年7月6日与鲍里斯·沃雷诺夫乘坐联盟21号升空，与礼炮5号空间站对接，8月24日返回地面，任务持续时间为49天6小时23分。他出现了健康状况不佳的情况，被迫提前结束任务。
1994年7月至1996年6月为乌克兰赫尔松州人民代表区委员会主席。1996年6月至1997年2月担任乌克兰国家航天局副局长。自2002年4月起为乌克兰航空航天协会主席。

## 荣誉
- 蘇聯英雄荣誉称号、金星奖章及列寧勳章（1976年9月1日）
- 苏联宇航员荣誉称号
- 三级功勋勋章（乌克兰）
- 太空探索優異獎章[5]
- 拜科努尔荣誉市民[6]
- 卡盧加荣誉市民[7]
- 普羅科皮耶夫斯克荣誉市民[8]